# Jean Borotra
Jean Robert Borotra (13 de agosto de 1898, Domaine du Pouy, perto de Biarritz — 17 de julho de 1994, Arbonne), apelidado le Basque bondissant, foi um tenista e político francês.

## Carreira esportiva
Borotra foi um dos "Quatro Mosqueteiros" do tênis francês que se ilustraram, principalmente com a equipe francesa de Copa Davis, nos anos 1920. Ele também venceu os torneios de Wimbledon (duas vezes, tendo sido finalista três vezes) e Roland-Garros, bem como o campeonato da Austrália em 1928, quando de uma turnê organizada pelo seu clube, o Racing.
Borotra é membro do International Tennis Hall of Fame desde 1976.

## Jean Borotra Sportsmanship Award
O Jean Borotra Sportsmanship Award é um prêmio do "International Club" (IC). Foi introduzido em 1998 para reconhecer jogadores de tênis considerados como tendo mostrado espírito esportivo excepcional ao longo de sua carreira.
O processo de seleção envolve um painel de jornalistas internacionais de tênis selecionando um grupo de jogadores que atendem ao valor central do IC, ou seja, "desenvolver, incentivar e manter os mais altos padrões de esportividade e compreensão entre os jogadores de todas as nações e entre os jovens jogadores em particular". A lista é então endossada (ou adicionada) pelos 38 Clubes Internacionais ao redor do mundo, da qual um vencedor é escolhido.
O destinatário normalmente recebe seu prêmio em uma cerimônia privada em Londres no All England Club durante o campeonato de Wimbledon.

## Carreira política
Membro do Partido social francês (PSF) e comissário geral à Educação geral e aos Esportes de julho de 1940 a abril de 1942 nos governos do Regime de Vichy, ele tenta se escapar para a África do Norte, mas é preso pela Gestapo em novembro de 1942 e deportado a um campo de concentração na Alemanha até 1945.
Foi libertado na Batalha pelo Castelo Itter.

## Títulos
- Copa Davis (de 1922 a 1947, 32 partidas disputadas)
  - vencedor em 1927, 1928, 1929, 1930, 1931 e 1932
- Jogos Olímpicos
  - Duplas: medalha de bronze nos JO de 1924 em Paris
- Roland-Garros
  - Simples: vencedor em 1924 e 1931; finalista em 1925 et 1929; semifinalista em 1926, 1928 e 1930
  - Duplas: vencedor em 1924, 1925, 1928, 1929, 1934 e 1936
  - Duplas mistas: vencedor en 1924, 1927 e 1934
- Wimbledon
  - Simples: vencedor em 1924 e 1926
  - Duplas: vencedor em 1925, 1932 e 1933
  - Duplas mistas: vencedor em 1925 (com Suzanne Lenglen)
- Campeonatos da Austrália
  - Simples: vencedor em 1928
  - Duplas: vencedor em 1928
  - Duplas mistas: vencedor em 1928
- Campeonato dos Estados Unidos
  - Duplas mistas: vencedor em 1926
- Campeonato internacional de veteranos
  - Simples: vencedor em 1959
  - Duplas: vencedor em 1960 (com Quist) e 1964 (com McCall)
- Campeonatos da França: título triplo em 1924 (simples, duplas e duplas mistas)

Ou seja, 21 títulos do Grand Slam, dos quais 4 títulos em simples.

## Grand Slam finais

### Simples: 10 (4 títulos, 6 vices)
| Resultado | Ano  | Torneio             | Oponente          | Placar                  |
| --------- | ---- | ------------------- | ----------------- | ----------------------- |
| Campeão   | 1924 | Wimbledon           | René Lacoste      | 6–1, 3–6, 6–1, 3–6, 6–4 |
| Vice      | 1925 | Aberto da França    | René Lacoste      | 5–7, 1–6, 4–6           |
| Vice      | 1925 | Wimbledon           | René Lacoste      | 3–6, 3–6, 6–4, 6–8      |
| Campeão   | 1926 | Wimbledon           | Howard Kinsey     | 8–6, 6–1, 6–3           |
| Vice      | 1926 | US National Open    | René Lacoste      | 4–6, 0–6, 4–6           |
| Vice      | 1927 | Wimbledon           | Henri Cochet      | 6–4, 6–4, 3–6, 4–6, 5–7 |
| Campeão   | 1928 | Aberto da Austrália | Jack Cummings     | 6–4, 6–1, 4–6, 5–7, 6–3 |
| Vice      | 1929 | Aberto da França    | René Lacoste      | 3–6, 6–2, 0–6, 6–2, 6–8 |
| Vice      | 1929 | Wimbledon           | Henri Cochet      | 4–6, 3–6, 4–6           |
| Campeão   | 1931 | Aberto da França    | Christian Boussus | 2–6, 6–4, 7–5, 6–4      |

### Duplas

#### Títulos
| Ano  | Torneio             | Parceiro        | Oponentes                    | Placar                   |
| 1925 | Aberto da França    | René Lacoste    | Henri Cochet Jacques Brugnon | 7–5, 4–6, 6–3, 2–6, 6–3  |
| 1925 | Wimbledon           | René Lacoste    | John Hennesey Raymond Casey  | 6–4, 11–9, 4–6, 1–6, 6–3 |
| 1928 | Aberto da Austrália | Jacques Brugnon | Gar Moon Jim Willard         | 6–2, 4–6, 6–4, 6–4       |
| 1928 | Aberto da França    | Jacques Brugnon | Henri Cochet Ren De Buzelet  | 6–4, 3–6, 6–2, 3–6, 6–4  |
| 1929 | Aberto da França    | René Lacoste    | Henri Cochet Jacques Brugnon | 6–3, 3–6, 6–3, 3–6, 8–6  |
| 1932 | Wimbledon           | Jacques Brugnon | Pat Hughes Fred Perry        | 6–0, 4–6, 3–6, 7–5, 7–5  |
| 1933 | Wimbledon           | Jacques Brugnon | Ryosuki Nunoi Jiro Satoh     | 4–6, 6–3, 6–3, 7–5       |
| 1934 | Aberto da França    | Jacques Brugnon | Jack Crawford Vivian McGrath | 11–9, 6–3, 2–6, 4–6, 9–7 |
| 1936 | Aberto da França    | Marcel Bernard  | Pat Hughes Charles Tuckey    | 6–2, 3–6, 9–7, 6–1       |

#### Vice-Campeonatos
| Ano  | Torneio          | Parceiro        | Oponentes                    | Placar                   |
| 1927 | Aberto da França | René Lacoste    | Henri Cochet Jacques Brugnon | 6–2, 2–6, 0–6, 6–1, 4–6  |
| 1934 | Wimbledon        | Jacques Brugnon | George Lott Lester Stoefen   | 2–6, 3–6, 4–6            |
| 1939 | Aberto da França | Jacques Brugnon | Don McNeill Charles Harris   | 6–4, 4–6, 0–6, 6–2, 8–10 |

### Duplas Mistas

#### Títulos
| Ano  | Torneio             | Parceiro             | Oponentes                         | Placar        |
| 1925 | Wimbledon           | Suzanne Lenglen      | Elizabeth Ryan Uberto de Morpurgo | 6–3, 6–3      |
| 1926 | US Open             | Elizabeth Ryan       | Hazel Hotchkiss René Lacoste      | 6–4, 7–5      |
| 1927 | Aberto da França    | Marguerite Broquedis | Lilí Álvarez Bill Tilden          | 6–4, 2–6, 6–2 |
| 1928 | Aberto da Austrália | Daphne Akhurst       | Esna Boyd Jack Hawkes             | -             |
| 1934 | Aberto da França    | Colette Rosambert    | Elizabeth Ryan Adrian Quist       | 6–2, 6–4      |